# ۴۰۰۰ هیپارکوس
سیارک ۴۰۰۰ (به انگلیسی: 4000 Hipparchus، نامگذاری:1989AV) چهار هزارمین سیارک کشف شده‌است که در ۴ ژانویه ۱۹۸۹ کشف شد.
قدر مطلق سیارک برابر ۱۲٫۶۰ است.